# Малкълм Търнбул
Малкълм Търнбул (на английски: Malcolm Turnbull) е политик, бивш министър-председател на Австралия и лидер на Либералната партия на Австралия, когато на 14 септември 2015 г. побеждава Тони Абът на изборите за премиер на Австралия. Роден е на 24 октомври 1954 г. в Сидни, Австралия.